# Oleg Alexandrowitsch Skopinzew
Oleg Alexandrowitsch Skopinzew (russisch Олег Александрович Скопинцев; * 15. April 1984 in Krasnodar) ist ein russischer Handballspieler.
Der 1,83 Meter große und 82 Kilogramm schwere mittlere Rückraumspieler stand ab 2001 bei Medwedi Tschechow unter Vertrag, ab 2007 spielte er in der ersten Mannschaft. Dort wurde er 2008, 2009, 2010, 2011 und 2012 russischer Meister sowie 2009, 2010, 2011 und 2012 Pokalsieger. 2009/10 erreichte er das Final Four in der EHF Champions League. Sein größter Erfolg war der Gewinn des Europapokals der Pokalsieger 2006. 2012 wechselte er zum belarussischen Verein HC Dinamo Minsk, mit dem er 2013 Meister und Pokalsieger wurde. Seit 2013 läuft er für den ukrainischen Klub HK Motor Saporischschja auf, mit dem er 2014 Meister wurde.
Oleg Skopinzew erzielte in 47 Länderspielen für die russische Nationalmannschaft 63 Tore und steht im Aufgebot für die Europameisterschaft 2010 und 2014.